# Rifreddo
Rifreddo (Rifrèid o Rifrèt auf Piemontesisch, Rifret auf Okzitanisch) ist eine Gemeinde in der italienischen Provinz Cuneo (CN), Region Piemont.

## Lage und Einwohner
Rifreddo liegt knapp 50 km nordwestlich von der Provinzhauptstadt Cuneo und etwa 75 km südlich von Turin entfernt. Die Gemeinde liegt am Ende des Valle Po (ital. Bassa Valle Po), kurz bevor sich das Gebirgstal in die Poebene öffnet, am Fuße des Monte Viso. Der in den Cottischen Alpen entspringende Po fließt südwestlich des Ortes vorbei und beginnt hier am Talausgang zu mäandrieren. Zwischen Ort und Fluss verläuft auch die Strada Statale 662 (SS 622 oder "Via Valle Po"), die ins westliche Gebirge bzw. über Saluzzo nach Turin führt. Das Gemeindegebiet umfasst eine Fläche von 6,84 km² und hat 1035 Einwohner (Stand 31. Dezember 2023). Das Gemeindegebiet erstreckt sich von 413 m bis 1'209 m über dem Meeresspiegel.
Die Nachbargemeinden sind Envie, Gambasca, Revello und Sanfront.

## Geschichte

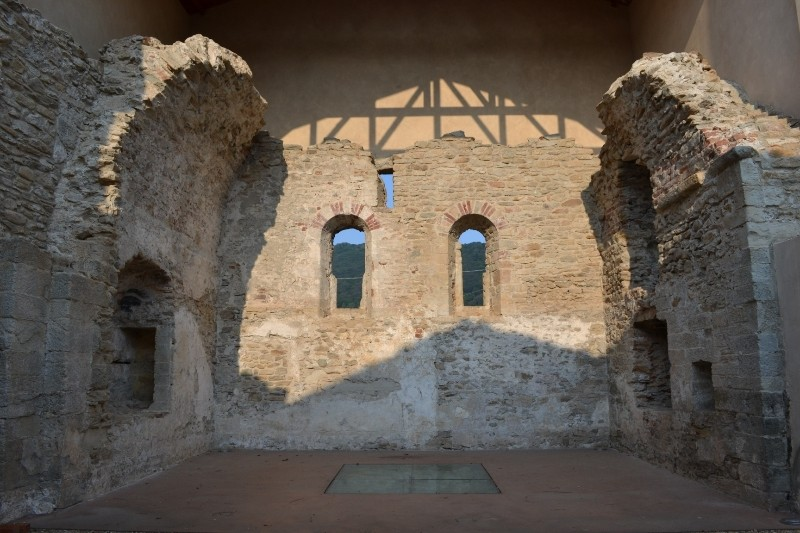
Überreste des Klosters Rifreddo

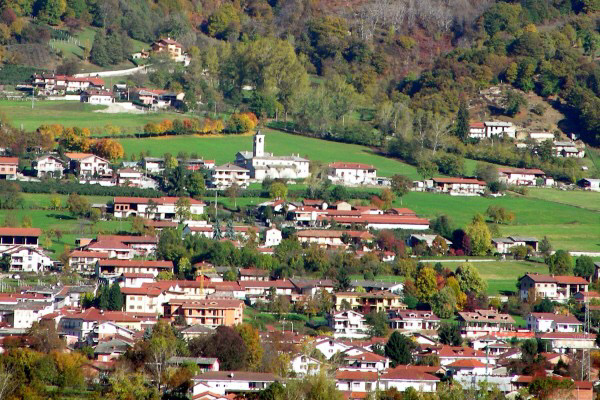
Panorama

Der Ortsname leitet sich von einem der kleinen Wasserwege ab, die in seinem Gebiet fließen, dem Rio Freddo, der bereits in jahrhundertealten Archivdokumenten als Rivus Frigidus erwähnt wird. Das älteste Dokument, in dem der Name des Ortes Rivus Frigidus erscheint, stammt aus der Zeit vor über neunhundert Jahren, genau aus dem Jahr 1075, und wird in einer Schenkungsurkunde der Marquise Adelaide von Susa zitiert.
Seit den Anfängen des aleramischen Markgrafentums war es Lehen der Herren von Saluzzo und seine Geschichte ist eng mit der des mächtigen Zisterzienserinnenklosters Santa Maria della Stella verbunden, das 1219 von Agnese, der Tochter des Markgrafen von Saluzzo Manfredi II., gegründet wurde. Das Kloster besaß zahlreiche Ländereien und spielte auf politischer und wirtschaftlicher Ebene eine große Rolle. Agnese wurde die erste Priorin des Klosters und auch Dame von Rifreddo, nachdem sie feudale Rechte erworben hatte. Das an Schenkungen reiche religiöse Gebäude erhielt den Besitz und die Gerichtsbarkeit über Rifreddo und Gambasca und erwarb das Zehntenrecht für alle Städte der Po-Ebene. Seine Veranstaltungen waren daher immer nicht nur mit den nahegelegenen religiösen Zentren verbunden, insbesondere der Abtei von Staffarda, aber auch mit denen des Marquisats von Saluzzo, deren Schicksal parallel bis zu ihrem Fall folgte, als 1588 das Marquisgebiet unter französische Kontrolle geriet und dann 1601 dem Herzogtum Savoyen einverleibt wurde.
Dann begann der Niedergang des Klosters, das 1592 seinen religiösen Sitz nach Saluzzo verlegte und 1621 die Nonnen die Besitztümer des Klosters an die Gemeinde Rifreddo abtraten, während Rifreddo 1657 ein Lehen des Marquis Havard von wurde Senantes und später, im Jahr 1703, der Isnardi der Burg Caraglio. Der napoleonische Erlass von 1802 löste zusammen mit allen religiösen Orden diese jahrhundertealte Institution auf und leitete den Verfall des Gebäudes ein, das später in Privatbesitz überging. Die Fassade und einige Umfassungsmauern des Klosters sind noch heute sichtbar. Die jüngsten Restaurierungen im Rahmen einer ersten Reihe von Eingriffen haben die sorgfältige Bautechnik unterstrichen, bei der hauptsächlich lokaler Stein und wertvolle Terrakotta-Artefakte verwendet wurden.
Zwischen 1905 und 1935 wurde die Gemeinde von der Straßenbahn Saluzzo-Revello-Paesana bedient.